# PGC 9873
LEDA/PGC 9873, auch UGC 2073, ist eine Linsenförmige Galaxie im Sternbild Andromeda am Nordsternhimmel. Sie ist schätzungsweise 236 Millionen Lichtjahre von der Milchstraße entfernt und hat einen Durchmesser von etwa 125.000 Lichtjahren. Vom Sonnensystem aus entfernt sich das Objekt mit einer errechneten Radialgeschwindigkeit von näherungsweise 5.200 Kilometern pro Sekunde.

## Galaktisches Umfeld
| Nr. | Galaxie          | Alternativname          | Rek           | Dek           | Distanz/asec |
| --- | ---------------- | ----------------------- | ------------- | ------------- | ------------ |
| →   | LEDA/PGC 9873    | UGC 2073                | 02h36m04.400s | +42d25m15.28s | 0            |
| 1   | LEDA/PGC 9870    | UGC 2074                | 02h36m02.500s | +42d36m51.15s | 695.34       |
| 2   | LEDA/PGC 213034  | 2MASX J02355537+4237167 | 02h35m55.34s  | +42d37m16.7s  | 729.69       |
| 3   | LEDA/PGC 2195795 | 2MASX J02365903+4217006 | 02h36m59.03s  | +42d17m00.7s  | 781.85       |
| 4   | LEDA/PGC 213035  | 2MASX J02353688+4237587 | 02h35m36.92s  | +42d37m59.3s  | 823.38       |
| 5   | LEDA/PGC 2193419 | 2MASX J02354683+4209257 | 02h35m46.827s | +42d09m25.35s | 970.36       |